# 1452
1452. је била проста година.

## Рођења

### Јануар
- 10. март — Фернандо II од Арагона, краљ Арагона, Кастиље, Напуља и Сицилије

### Април
- 15. април — Леонардо да Винчи, италијански вајар, архитекта и сликар. († 1519)

### Септембар
- 21. септембар — Ђироламо Савонарола, италијански верски и политички реформатор. († 1498)